# Ernassa justinia
Ernassa justinia là một loài bướm đêm thuộc phân họ Arctiinae, họ Erebidae.